# Obi Toppin
Obadiah Richard Toppin (* 4. März 1998 in New York City, New York) ist ein US-amerikanischer Basketballspieler. Der Flügelspieler gehört zum Aufgebot der Indiana Pacers in der National Basketball Association (NBA).

## Laufbahn
Toppin kam in Brooklyn zur Welt und wuchs dort auch auf. Er gehörte zur Basketballschülermannschaft der Ossining High School im Ort Ossining, dann wechselte er nach Baltimore (Bundesstaat Maryland) und setzte seine Ausbildung an der Akademie Mount Zion Prep fort. 2017 fand er Aufnahme ins Aufgebot der University of Dayton in Ohio, setzte im Spieljahr 2017/18 aber zunächst aus. 2018/19 war er mit 14,4 Punkten je Begegnung bester Korbschütze der Hochschulmannschaft, nach dem Saisonende meldete er sich zum Draftverfahren der NBA an, ließ seinen Namen aber Ende Mai 2019 wieder von der Liste streichen und kehrte an die Uni zurück.
In Kandidatenranglisten für das NBA-Auswahlverfahren im Sommer 2020 (später auf November verschoben) wurde er als Anwärter auf einen Platz unter den ersten fünf Spielern geführt. Er wurde als bester Collegespieler der Saison 2019/20 ausgezeichnet (John R. Wooden Award Trophy), nachdem er 20 Punkte und 7,5 Rebounds je Begegnung erzielt hatte. Die New York Knicks sicherten sich beim Draftverfahren der NBA im November 2020 Toppins Rechte an achter Stelle.
Im Sommer 2023 gab New York den Flügelspieler an die Indiana Pacers ab und erhielt im Gegenzug Draftauswahlrechte.

## Karriere-Statistiken

### NBA

#### Hauptrunde
| Saison  | Team     | GP  | GS | MPG  | FG % | 3P % | FT % | RPG | APG | SPG | BPG | PPG  |
| ------- | -------- | --- | -- | ---- | ---- | ---- | ---- | --- | --- | --- | --- | ---- |
| 2020–21 | New York | 62  | 0  | 11.0 | .498 | .306 | .731 | 2.2 | 0.5 | 0.3 | 0.2 | 4.1  |
| 2021–22 | New York | 72  | 10 | 17.1 | .531 | .308 | .758 | 3.7 | 1.1 | 0.3 | 0.5 | 9.0  |
| 2022–23 | New York | 67  | 5  | 15.7 | .446 | .344 | .809 | 2.8 | 1.0 | 0.3 | 0.2 | 7.4  |
| 2023–24 | Indiana  | 82  | 28 | 21.1 | .573 | .403 | .770 | 3.9 | 1.6 | 0.6 | 0.5 | 10.3 |
| Gesamt  | Gesamt   | 283 | 43 | 16.6 | .520 | .351 | .768 | 3.2 | 1.1 | 0.4 | 0.4 | 7.9  |

#### Play-offs
| Saison  | Team     | GP | GS | MPG  | FG % | 3P % | FT % | RPG | APG | SPG | BPG | PPG  |
| ------- | -------- | -- | -- | ---- | ---- | ---- | ---- | --- | --- | --- | --- | ---- |
| 2020–21 | New York | 5  | 0  | 13.0 | .522 | .333 | .833 | 2.6 | 0.4 | 0.0 | 0.2 | 6.4  |
| 2022–23 | New York | 11 | 1  | 15.9 | .429 | .302 | .800 | 3.5 | 0.6 | 0.7 | 0.3 | 7.0  |
| 2023–24 | Indiana  | 17 | 0  | 20.2 | .541 | .357 | .760 | 4.4 | 1.7 | 0.4 | 0.4 | 10.9 |
| Gesamt  | Gesamt   | 33 | 1  | 17.7 | .504 | .333 | .778 | 3.8 | 1.2 | 0.4 | 0.3 | 8.9  |